# Felsőtatárlaka
Felsőtatárlaka (Tătârlaua), település Romániában, Erdélyben, Fehér megyében.

## Fekvés
Medgyestől nyugatra, Küküllővártól délre fekvő település.

## Története
Felsőtatárlaka nevét 1332-ben a pápai tizedjegyzék említette először Chunradus de Takarlaka néven német nevű papja nevében, aki ez évben 40 dénár pápai tizedet fizetett.
1447-ben Tatarlaka, 1462-ben Thatharlaka néven írták.
1497-ben Thatarlakai Miklós nevében fordult elő, aki István moldvai vajda nevében járt el.
1910-ben 1169 lakosából 50 magyar, 247 német, 797 román, 75 cigány volt. Ebből 874 görögkatolikus, 31 református, 242 evangélikus volt.
A trianoni békeszerződés előtt Kis-Küküllő vármegye Hosszúaszói járásához tartozott.

## Források

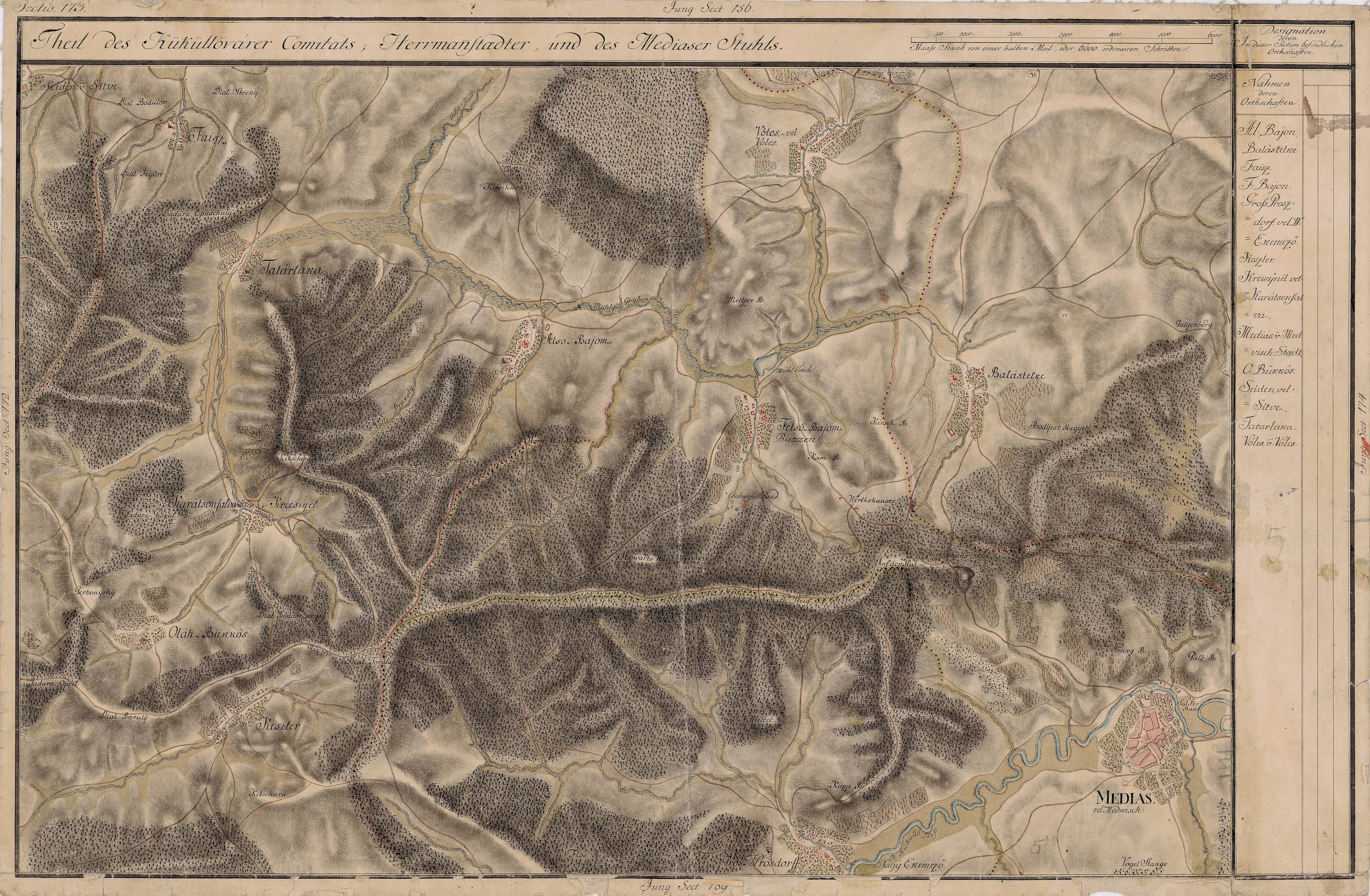
Felsőtatárlaka egy régi, 1700-as évek beli térképen

## Látnivalók
- 15. századi evangélikus templom